# Chloropoea neumanni
Chloropoea neumanni är en fjärilsart som beskrevs av Friedrich Thurau. Chloropoea neumanni ingår i släktet Chloropoea och familjen praktfjärilar. Inga underarter finns listade i Catalogue of Life.